# ダラケ! 〜お金を払ってでも見たいクイズ〜
『ダラケ! ～お金を払ってでも見たいクイズ～』は、2014年10月9日から2020年3月23日までBSスカパー!で放送されていたテレビ番組。初回放送は、木曜日の21:00 - 22:00。2019年7月1日初回放送分より月曜日21:00-22:00に放送時間変更。

## 概要
- 「地上波[1] ではありえないクイズ番組!」「興味深い世界の体験者だらけを集めたクイズバラエティ」と題して[2]、地上波では放送不可能なほどの過激なテーマをもとに、そのようなディープな世界の「ダラケさん」達が登場し、クイズ形式でテーマを追求していく。
- シーズン1からシーズン14までは 1シーズン全6回で構成されていた。
- 毎回、テーマにそったディープな世界のスペシャリストが3から4組程、回答者として出場し、得点を競いあう形式となっている。問題はアシスタントである米田弥央から出場者に対して出題されるだけではなく、回答者の1組が出題者になり、他の出場者を相手に出題するといったコーナーも存在する。
- 問題はマニアックであったり、地上波ではないこの番組ならではなものとなっている。また問題ごとに回答者の経験談なども語られる。以下は出題例。
  - 「まくら営業をしているキャバクラ嬢」ダラケの回で、「今までにまくら営業した男の数は?」「貢いでもらった最高金額は?」
  - 「美容整形外科医」ダラケの回で、「美容整形外科の世界で『この芸能人みたいに整形して下さい』と最も多く注文されるのは誰?」
  - 「女性霊能者」ダラケの回で、「（坂本龍馬の霊を降臨させて）龍馬を殺したのは本当は誰か?」、「（卑弥呼の霊を降臨させて）卑弥呼の邪馬台国は実はどこにあった?」
  - 「AV男優」ダラケの回で、「最初の現場でのギャラは?（正解はうまい棒一本）」
  - 「宇宙人コンタクティ」ダラケの回で、初めて宇宙人と出会ったときに（回答者達が）宇宙人にされたこととは?
- 観覧者はいないが、ラフトラックが随所で使用される。
- テーマに関連するゲストを呼ぶ事もあるが、番組の内容が放送コードギリギリすぎるため、ゲストが痛い目に遭う事がほとんどである。
- どんな職業や経験者でも基本的には顔を出し、身元もわかるようになっている（本名か偽名か芸名かは不明）だが、北朝鮮がテーマの際に2人の回答者は北朝鮮にマークされておりブラックリストに載っているため入国が不可だったが、1人の回答者は在日朝鮮人2世で身内が現在も北朝鮮に住んでいるため、ブラックリストに入ると身内の身が危険だったり、入国が不可になるため、サングラスとマスクと帽子（髪の毛もカツラと思われる）を着用していた。
- シーズン7の#2（2016年4月21日初回放送分）にて格闘プロゲーマーの回を実施して以来、通常のクイズ形式に止まらず有名プロゲーマーを集め「ストリートファイターV」等の格闘ゲーム大会も度々実施していた。
- 一部の放送回（「セクシー女優ダラケ!のスカパー!水泳大会」など）は15歳未満視聴不可（R15+）の視聴制限がある。
- シーズン12の#1は「BSスカーパー!夏の一大企画」と銘打ち「田村淳の地上波ではダメ!絶対!」との合体スペシャルとして放送。ただ、両番組がコラボしたわけではなく、エロティシズムをテーマに「ダラケ!」はオールスター感謝祭、「地上波ではダメ」は24時間テレビをオマージュした番組が2時間ぶち抜きで放送された。
- シーズン14の最終回（#6）で、2018年6月から隔週でのレギュラー放送となることが発表された。
- 2020年3月23日放送の「マフィア!ギャング!ヤクザ!ダラケ!」をもって番組終了。

## レギュラー出演者
- 千原ジュニア（司会）
- 米田弥央（アシスタント）

過去の出演者
- 松本圭世（アシスタント） - 米田弥央の産休に伴う代理としてレギュラー放送の#1から#20まで出演

## 備考
- アシスタントの米田が内容を解説するために自作で「米田紙芝居」を制作している。千原は米田紙芝居が大好きで「これ楽しみなんですよ」「子供の時に米田紙芝居があったら一番に走って見に行ってました」と発言している。スペシャルで千原が結婚した際に米田紙芝居を作ったが、内容が千原の元カノが書かれていたため「持って帰ろうと思ったけどいらないです」と言われてしまった。年越しスペシャルでは米田紙芝居が視聴者プレゼントされた。
- 米田紙芝居を作るために有名喫茶店に長居しており、消しゴムのカスを大量に出して店員に怒られた事を千原に暴露された事がある。
- 未公開エピソードで、「千原がテレビで見た米田に一目惚れし、アシスタントに起用。結婚を前提に真剣交際している。」というネットニュースになっていた事が発覚した。当然デマであり、さらに2018年3月22日の放送にて番組開始前の2011年、千原が結婚する4年前にすでに結婚しており、妊娠7ヶ月である事も明かされた。
- 米田が毎回クイズ前に無理矢理なダジャレを入れるがウケず、毎回千原から「怖くないんですか?」と聞かれている。「ピンク映画監督」の回ではスタジオが静かになりすぎて千原から「米田さんのダジャレの後は空調の音が聞こえる」と言われた。
- 「ストリッパー」の回で“股間に筆を入れて文字を書ける”という技を持つストリッパーが「真心」と書いた書が、番組のセット内に飾られている。
- 「SM嬢」の回では、2人のS嬢がスタジオに自らがプライベートで調教している奴隷を連れてきていた。
- 米田が出演者を訪ねるというスピンオフ企画で、「超Sな美人SM嬢」で優勝した女性の店でS嬢体験や緊縛を経験。緊縛については「（米田の）事務所的にOKですか?」と心配されていた。
- 千原が時々パンツ一枚になることがあり、必ず赤いブリーフ姿になる。
- 出演者が笑えないエピソードを語ると、千原と米田が「心中、お察しします」と頭を下げるネタがある。
- 番組きっかけで米田に『週刊ポスト』から際どいグラビアのオファーが来たが、米田のマネージャーは笑いながら「こんないたずらメールが来てさぁ!」と真に受けなかった。エピソードを聞いた千原は「失礼しちゃうわね。やりましょうよ!」と勧め、米田も「やってやりましょうよ!」と意気込んだが、本当にいたずらメールだったらしく実現していない。
- 米田曰く、レギュラーが決まっても大学及び大学院の奨学金をまだ完済出来ておらず、母校の早稲田大学でアルバイトをしている事を語った。
- 米田の代役となった松本に対し千原が「この番組知って分かって仕事を引き受けたんですか?」と質問すると、松本は「一応スタッフから聞きました」と答えたが「まともな教育受けられてないんですね?（スタッフに騙された）」と返された。松本はスタッフから「ものすごい勉強になる番組だから、アナウンサーのキャリアとしても素晴らしいものになる」と言われたが、千原から「ならないです。ただ白いシャツが汚れるだけです」と全否定された。

## 放送リスト

### シーズン1（2014年10月9日 - 11月13日）
| 初回放送日        | タイトル                                                      | ダラケさん（回答者）                                                                                    |
| ----------------- | ------------------------------------------------------------- | --- |
| #1 2014年10月9日  | 「まくら営業をしているキャバクラ嬢」ダラケ ゲスト：久保田和靖 | しほ、なみ、あんり                                                                                      |
| #2 2014年10月16日 | 「全身にタトゥーを入れた人」ダラケ                            | ジョシュサン、渡邉、上田                                                                                |
| #3 2014年10月23日 | 「美容整形外科医」ダラケ                                      | 深掘（東京美容外科） 福澤（湘南美容外科） 半田（大塚美容外科）                                          |
| #4 2014年10月30日 | 「AV男優」ダラケ ゲスト：しみけん                             | 森林原人（トップ男優） イセドン内村（ミュータント男優） 赤いティッシュ（汁男優） ぽこっしー（印紙男優） |
| #5 2014年11月6日  | 「レズビアンカップル」ダラケ                                  | 一ノ瀬文香（タチ）&杉森茜（ネコ） あちゃ（タチ）&樹梨杏（ネコ） ジュリ（タチ）&アイ（ネコ）             |
| #6 2014年11月13日 | 「女性霊能者」ダラケ ゲスト：秋山眞人、中村豪（やるせなす）   | 育代、相川葵、 アンマリー・スター、三上美子                                                             |

### シーズン2（2015年1月8日 - 2月19日）
| 初回放送日       | タイトル                                                                | ダラケさん（回答者） |
| ---------------- | ----------------------------------------------------------------------- | --- |
| #1 2015年1月8日  | 「超Sな美人SM嬢」ダラケ                                                 | 美麗（SMクラブBlack Cherry所属） リナ（六本木ボンテージBAR 「毛玉-kedama」所属） 蘇芳眞矢（新宿SMbar PinkCrystal所属） 麗華（都内SMクラブ所属）                   |
| #2 2015年1月15日 | 「浮気調査名探偵」ダラケ                                                | 山平雄一郎（総合探偵社MR） 工藤勝則（さくら幸子探偵事務所） 平山敏和（探偵社FUJIリサーチ）                                                                        |
| #3 2015年1月29日 | 「結婚相談所スーパー仲人」ダラケ ゲスト：遼河はるひ、高橋真麻           | 山田由美子（株式会社お見合い塾 代表） 大森昌代（ブライダル笑顔 代表） 若林千美枝（結婚相談所ラ・セレビーナ 代表） 植草美幸（植草美幸の結婚相談所マリーミー 代表） |
| #4 2015年2月5日  | 「AVプランナー」ダラケ ゲスト：尾形貴弘（パンサー）                     | 小嶋悠人（Rookie） 木内達也（桃太郎映像出版） 杉ノ木（ケイ・エム・プロデュース） 野本義明（ソフトオンデマンド）                                                   |
| #5 2015年2月12日 | 「ネオヒルズ族」ダラケ ゲスト：与沢翼                                   | 高梨史伊（27歳）、藤井章司（32歳） 久積篤史（30歳）、金塚秀仁（20歳）                                                                                             |
| #6 2015年2月19日 | 「裁判傍聴マニア」ダラケ アドバイザー：三平聡史（みずほ中央法律事務所） | 秋本志保、今井亮一 長嶺超輝、吉田奈美 |

※#6の「裁判傍聴マニア」ダラケは、#3（2015年1月22日）として放送予定だったが、ISILによる日本人拘束事件の発生により急遽シーズン1の#6「女性霊能力者」ダラケの再放送に差し替えられ、後日#6として放送された。

#### スペシャル公開イベント 泣きたい人ダラケ!
- 2015年3月26日21時-22時放送
- 千原ジュニアが番組内で発した一言、「どんなキワな人達にも泣きたくなる事がある。だったら今度、そんな人達を一同に集めてみたら面白いんじゃないかなぁ…」。そこで、「泣きたいエピソードを持った視聴者の方々」を募集し、これまで番組に出演して頂いたダラケさんも集合して、2015年3月3日にWOMB渋谷にて開催されたスペシャルイベント「泣きたい人ダラケ!」を収録したもの。ゲストにシクラメン。

### シーズン3（2015年4月16日 - 5月21日）
| 初回放送日       | タイトル                                                            | ダラケさん（回答者）                  |
| ---------------- | ------------------------------------------------------------------- | ------------------------------------- |
| #1 2015年4月16日 | 「カリスマソープ嬢」ダラケ ゲスト：斉藤慎二（ジャングルポケット）   | ひろ、沙也加、愛花                    |
| #2 2015年4月23日 | 「宇宙人コンタクティ」ダラケ ゲスト：三上丈晴（「ムー」編集長）     | 坂本、津島、久間                      |
| #3 2015年4月30日 | 「還暦ロッカー」ダラケ                                              | 中村裕介、有田武生、ダディ竹千代      |
| #4 2015年5月7日  | 「極限状態で生きるサバイバー」ダラケ ゲスト：森崎友紀（料理研究家） | 二名良日、カメ五郎 永瀬忠志、荻田泰永 |
| #5 2015年5月14日 | 「万引きGメン」ダラケ                                               | 伊藤ゆう、今永公博、石原知典          |
| #6 2015年5月21日 | 「レジェンド・ストリッパー」ダラケ ゲスト：狩野英孝                 | レイ若葉、白川理恵 麻樹紫陽花、夕樹   |

### シーズン4（2015年7月16日 - 8月20日）
| 初回放送日       | タイトル                                                                                  | ダラケさん（回答者）           |
| ---------------- | ----------------------------------------------------------------------------------------- | ------------------------------ |
| #1 2015年7月16日 | 「刑務所帰り！元覚醒剤中毒者」ダラケ                                                      | 中野瑠美、大久保竜、雨宮礼奈   |
| #2 2015年7月23日 | 「SEXカウンセラー」ダラケ ゲスト：小峠英二（バイきんぐ）                                  | OLIVIA、潮英子、竹下なな       |
| #3 2015年7月30日 | 「遺品整理士」ダラケ ゲスト：マイケル富岡                                                 | 鷹田了、横尾将臣、神野敏幸     |
| #4 2015年8月6日  | 「ピンク映画監督」ダラケ                                                                  | 池島ゆたか、吉行由実、山内大輔 |
| #5 2015年8月13日 | 「クレーム対応スペシャリスト」ダラケ ゲスト：中岡創一（ロッチ）、下畑博文（パタパタママ） | 関根眞一、中村友妃子、援川聡   |
| #6 2015年8月20日 | 「真性M女」ダラケ ゲスト：庄司智春（品川庄司）                                            | かおり、ROY ありさ、まみ       |

#### 第1回セクシー女優ダラケ!のスカパー!水泳大会
- 2015年8月22日23：00 - 23日2：00放送
- 小島みなみ他セクシー女優総勢30名が紅組、白組に分かれて7つの競技で対決する水泳大会。
- 司会:千原ジュニア アシスタント:米田弥央
- 紅組
  - キャプテン：庄司智春（品川庄司）
  - チャンネル代表女優：小島みなみ、阿部乃みく、きみお美央、涼川絢音、彩乃なな
  - 福咲れん、宇野ゆかり、栗原葵、沢本由紀恵、水野まりん、田中みゆき、みおり舞、葉山友香、源かの子、早瀬ありす
- 白組
  - キャプテン：斉藤慎二（ジャングルポケット）
  - チャンネル代表女優：桜井あゆ、初美沙希、宇佐美まい、香西咲、南まゆ
  - 一之瀬愛理、芹野莉奈、春日野結衣、川越ゆい、三浦ひな、宮森菜月、西島みづき、篠原ゆきの、加藤あやの、広瀬奈々美
- コーナーゲスト:ローバー奈々（広瀬奈々美）、赤いティッシュ
- セクシー女優だらけの水泳大会公式サイト

### シーズン5（2015年10月15日 - 11月19日）
| 初回放送日        | タイトル | ダラケさん（回答者）                       |
| ----------------- | --- | ------------------------------------------ |
| #1 2015年10月15日 | 「北朝鮮潜入ライター」ダラケ                                                                                     | 高英起、安宿録、石原行雄                   |
| #2 2015年10月22日 | 「ラブホテルプロデューサー」ダラケ ゲスト：斉藤慎二（ジャングルポケット） しみけん、森林原人、ぽこっしー         | 玄子邦治、嶋野宏見、岡田元                 |
| #3 2015年10月29日 | 「ヤクザと共に生きてきた男」ダラケ                                                                               | 夏原武、金賢、木藪愼市                     |
| #4 2015年11月5日  | 「離婚カウンセラー」ダラケ ゲスト：バッファロー吾郎A                                                             | 山崎世美子、澁川良幸、有坂茜               |
| #5 2015年11月12日 | 「葬祭ディレクター」ダラケ                                                                                       | 寺尾俊一、小杉英介、佐藤信顕               |
| #6 2015年11月19日 | 「伝説のAV監督」ダラケ ゲスト：宮地謙典（ニブンノゴ!） 出題ゲスト：加山なつこ、沙羅樹、 南希海、岡本希、七海りこ | 溜池ゴロー カンパニー松尾 ラッシャーみよし |

#### 地上波では絶対できない!年越し生放送カウントダウンSP!
- 初回放送日：2015年12月31日（木）後11:30～深1:30

### シーズン6（2016年1月28日 - 3月3日）
| 初回放送日       | タイトル                           | ダラケさん（回答者）                                                                                     |
| ---------------- | ---------------------------------- | --- |
| #1 2016年1月28日 | 「美少女ゲーム声優」ダラケ         | なかせひな、ヒマリ、宇佐美日和                                                                           |
| #2 2016年2月4日  | 「ドヤ街と共に生きてきた男」ダラケ | 西本裕隆、村田らむ、新納翔                                                                               |
| #3 2016年2月11日 | 「カリスマ産婦人科医」ダラケ       | 大塩達弥、丸田佳奈、丸茂元三                                                                             |
| #4 2016年2月18日 | 「プロギャンブラー」ダラケ         | のぶき、横澤真人、小倉孝                                                                                 |
| #5 2016年2月25日 | 「戦場ジャーナリスト」ダラケ       | 黒井文太郎、大津司郎、常岡浩介                                                                           |
| #6 2016年3月3日  | 「フィリピンクラブのママ」ダラケ   | アモール&パウラ（池袋「e-CLUB」） ユカ&ジャッキー（竹の塚「キララ」） ナミ（さいたま市「ハーヴェスト」） |

### シーズン7（2016年4月14日 - 5月19日）
| 初回放送日       | タイトル                                                      | ダラケさん（回答者） |
| ---------------- | ------------------------------------------------------------- | --- |
| #1 2016年4月14日 | 「さおあり美人AV女優」ダラケ ゲスト：尾形貴弘（パンサー）     | ゆきのあかり、リンドル星川、ひなぎく |
| #2 2016年4月21日 | 「格闘プロゲーマー」ダラケ ゲスト：鈴木拓（ドランクドラゴン） | かずのこ、ハイタニ、 板橋ザンギエフ |
| #3 2016年4月28日 | 「世界の風俗を知り尽くした男」ダラケ                          | ブルーレット奥岳、和田虫象、島袋浩 |
| #4 2016年5月5日  | 「英才教育カリスマ塾講師」ダラケ                              | 石井至、中村ゆかり、大野啓子 |
| #5 2016年5月12日 | 「モノマネ松田聖子」ダラケ                                    | 神田聖子、Charmmy☆Seiko 白鳥聖子、かまだ聖子 レディーエリカ、齋藤ルミ子 市原利香                                                            |
| #6 2016年5月19日 | 「超巨乳」ダラケ ゲスト：劇団ひとり                           | 水樹たま(Jカップ)、JULIA(Jカップ)、小西みか(Jカップ) 沖田杏梨(Lカップ)、春菜はな(Kカップ)、のの子(Kカップ) 松坂南(Lカップ)、Hitomi(Oカップ) |

- 「第1回ダラケ!カップ ストリートファイターV最強王者決定戦」の出場者募集が番組HPにて告知された。

### シーズン8（2016年7月14日 - 8月18日）
| 初回放送日       | タイトル                                                                                           | ダラケさん（回答者）                                                                                              |
| ---------------- | -------------------------------------------------------------------------------------------------- | --- |
| #1 2016年7月14日 | 「女性AV監督」ダラケ ゲスト：しみけん、宮地謙典（ニブンノゴ!）                                     | 真咲南朋、山本わかめ、さいゆ～き                                                                                  |
| #2 2016年7月21日 | 「竿はなくても女大好き！おなべ」ダラケ                                                             | 東城心、愛光、たつ                                                                                                |
| #3 2016年7月28日 | ダラケ!カップ2016 ストリートファイターV最強王者決定戦 ラウンドガール：神ユキ、南瀬奈、八ツ橋さい子 | ハイタニ、板橋ザンギエフ、かずのこ、 sako、ふ～ど、立川、 瀧上伸一郎（流れ星）、 鈴木拓（ドランクドラゴン）       |
| #4 2016年8月4日  | 「心霊を生業にする男たち」ダラケ ゲスト：中村豪（やるせなす）                                      | 吉田悠軌、住倉カオス、山口敏太郎                                                                                  |
| #5 2016年8月11日 | 「老舗風俗店の店長」ダラケ                                                                         | 辻店長（パッショングループ） 福岡店長（アストラッチャグループ越谷店） 渡辺店長（マックスグループ マックス池袋店） |
| #6 2016年8月18日 | 「NG無しAV女優」ダラケ                                                                             | 久我かのん、姫乃未来、後藤結愛                                                                                    |

#### シーズン8スピンオフ企画

##### ダラケ!カップ2016 ストV最強王者決定戦 完全ガイドSP
- 2016年7月24日22時 ※公式YouTubeアカウントでも公開
- 司会：米田弥央 ゲスト：板橋ザンギエフ、鈴木拓
- 公募で集まった出場希望者による本選出場の為の予選会の様子など

##### 第2回セクシー女優ダラケ!のスカパー!水泳大会
- 2016年7月29日23：00 - 30日2：00放送
- 司会：千原ジュニア アシスタント：米田弥央
- 紅組
  - キャプテン：庄司智春（品川庄司）
  - 女優：水稀みり、広瀬うみ、夏希みなみ、大槻ひびき、初美沙希、芹沢ゆず、藤井くるみ、雛森みこ、夏目レイコ、NOA、葉月まな、綾波まこ、松本メイ、杏堂怜、福咲れん
- 白組
  - キャプテン：尾形貴弘（パンサー）
  - 女優：原美織、長瀬麻美、佳苗るか、星美りか、三上悠亜、真島かおる、二宮ナナ、星あんず、工藤樹里、加藤あやの、雪美えみる、関川あすか、北村玲奈、荻野舞、宇野ゆかり
- 競技リスト

- - 1回戦 ポカポカドボンゲーム
  - 2回戦 ビーチクキンタマリレー
  - 3回戦 ペロペロアイスキャンディー
  - 4回戦 ビーチク水鉄砲
  - 5回戦 ノーパンカーリング
  - 6回戦 本物は誰だ?素股でイッテすまったー!
  - 7回戦 水中騎馬戦

- 第2回セクシー女優だらけの水泳大会公式サイト

### シーズン9（2016年10月27日 - 12月1日）
| 初回放送日        | タイトル                                                                          | ダラケさん（回答者）                                                      |
| ----------------- | --------------------------------------------------------------------------------- | ------------------------------------------------------------------------- |
| #1 2016年10月27日 | 元刑務官                                                                          | 藤田公彦、紺野真美子、鈴木松男                                            |
| #2 2016年11月3日  | ダラケ!カップ2016 ストリートファイターV 最強王座決定戦! -秋の陣- ゲスト：佐藤かよ | 出場者：ふ～ど、ハイタニ、板橋ザンギエフ、 かずのこ、立川、sako、ゆかどん |
| #3 2016年11月10日 | 還暦AV男優 ゲスト：溜池ゴロー、宮地謙典（ニブンノゴ!）                            | 山田裕二、斉藤修、羽村鈍器                                                |
| #4 2016年11月17日 | 女性バックパッカー                                                                | コジマサトコ、とまこ、歩りえこ                                            |
| #5 2016年11月24日 | ゲイ専門ライター                                                                  | 竜超、HIRO、サムソン高橋                                                  |
| #6 2016年12月1日  | スーパー温泉コンパニオン ゲスト：スギちゃん、尾形貴弘（パンサー）                 | しおり、河井、伊藤                                                        |

### シーズン10（2017年2月9日 - 3月16日）
| 初回放送日       | タイトル                       | ダラケさん（回答者）                                                          |
| ---------------- | ------------------------------ | ----------------------------------------------------------------------------- |
| #1 2017年2月9日  | 極道の妻                       | 岩下景子、工藤ゆうき、税所純子                                                |
| #2 2017年2月16日 | 大人のおもちゃ屋さん           | 寺島陽平、山田大城、高田真也                                                  |
| #3 2017年2月23日 | ニューハーフショーパブダンサー | 上原みなみ、プリンセ、清中恵美                                                |
| #4 2017年3月2日  | ヤミ金と戦う男たち             | 植田勝博、秋山淳、三上理                                                      |
| #5 2017年3月9日  | セクシー男優                   | 吉村卓、黒田悠斗 コンピューター園田、望月輝                                   |
| #6 2017年3月16日 | 人気ぽっちゃり嬢専門店         | 瑠依☆美豚、アリスママ 田中、りりこ マミーママ、ゆきな はいじ、麻衣ママ あじゃ |

### シーズン11（2017年5月18日 - 6月22日）
| 初回放送日       | タイトル                                                 | ダラケさん（回答者） |
| ---------------- | -------------------------------------------------------- | --- |
| #1 2017年5月18日 | 伝説の暴走族                                             | 加々美恵三 （「Specter(スペクター)」3代目リーダー 遠藤夏輝 (「Route20(ルート20)」3代目リーダー) 山下利光 （「AlleyCats(アーリー・キャッツ)」元東京会長） |
| #2 2017年5月25日 | 北朝鮮から逃げてきた!脱北者                              | 川崎栄子、石川学、リ・ホンファ |
| #3 2017年6月1日  | 男の子も女の子も大好き!バイセクシャル                    | 西原啓子、しいな、プリンセス愛華 |
| #4 2017年6月8日  | 吉原を知り尽くした男達                                   | 樹水駿、伊藤裕作、吉岡優一郎 |
| #5 2017年6月15日 | おいジュニア! クイズに答えられんかったらタマもらうで!SP! | 岩下景子 |
| #6 2017年6月22日 | 本邦初公開! 大人のおもちゃ工場に潜入SP!                  | 石田貴之（トイズハート） 北村タケシ（ワールド工芸） 奥伸雄（日暮里ギフト）                                                                               |

### シーズン12（2017年8月17日 - 9月21日）
| 初回放送日       | タイトル                                              | ダラケさん（回答者） |
| ---------------- | ----------------------------------------------------- | --- |
| #1 2017年8月17日 | セクシー女優ダラケ!のオールスター感謝祭               | AIKA、あかね葵、大槻ひびき、きみと歩実、春原未来 蓮実クレア、羽月希、真木今日子、美咲かんな |
| #2 2017年8月24日 | 外国人としかセックスできない女たち集合SP!             | 杉本あき、音咲椿、チキータ藤井 |
| #3 2017年8月31日 | 歌舞伎町を知り尽くした男                              | 玄秀盛、吉田康博、寺谷公一 |
| #4 2017年9月7日  | 未解決事件ジャーナリスト                              | 殿岡駿星、大下英治、近藤昭二 |
| #5 2017年9月14日 | 地上波ではできない愛のカタチ・一夫多妻!?              | 西山嘉克、西山ゆかり（第一夫人）、西山裕子（第二夫人） |
| #6 2017年9月21日 | ストリートファイターV DARAKE! World Cup 2017 -日韓戦- | ゲスト：佐藤かよ、鈴木奈々 チームJAPAN：板橋ザンギエフ/かずのこ/sako/立川/ ハイタニ/ふ～ど/ゆかどん チームKOREA：INFILTRATION（インフィルトレーション）/ NL（エヌエル）/Xyzzy （ザイジー）/ SANDBAG（サンドバッグ）/Save（セーブ）/Poongko（プーンコ）/ Verloren（ベロレン） |

### シーズン13（2017年11月23日 - 2018年1月25日）
| 初回放送日        | タイトル | ダラケさん（回答者）                                                                                                  |
| ----------------- | --- | --- |
| #1 2017年11月23日 | 死刑囚を知る男 | 篠田博之、片岡健、坂本敏夫                                                                                            |
| #2 2017年11月30日 | 女性官能小説家 ゲスト：杉本彩 | 逢見るい、内藤みか、蒼井凜花                                                                                          |
| #3 2017年12月7日  | ゴミ屋敷清掃業者 ゴミ屋敷の住人：松崎克俊（やさしい雨） 寿春歌（バクステ外神田一丁目） 河村洋子                                      | 佐々木久史（まごのて） 亀澤範行（関西クリーンサービス） 新家喜夫（ゴミ屋敷バスター七福神） 吉川大輔（かたづけ招き猫） |
| #4 2017年12月14日 | 魔女 ゲスト：秋山眞人（超常現象研究家）                                                                                              | 深月ユリア、叶ここ、UCO                                                                                               |
| #5 2018年1月18日  | 風俗に人生を捧げてきた男 | ヒクソン☆高田、フーガン、島本慶                                                                                       |
| #6 2018年1月25日  | アダルト大賞投票〆切ド直前！セクシー女優エロ攻撃で駆け込みSP! ゲスト：河本準一（次長課長） 庄司智春（品川庄司） 尾形貴弘（パンサー） | あかね葵、彩奈リナ、五十嵐星蘭 栄川乃亜、榎本美咲、波木はるか 蓮実クレア、美咲かんな、南梨央奈                        |

### シーズン14（2018年3月22日 - 4月26日）
| 初回放送日       | タイトル | ダラケさん（回答者）                                                                                                  |
| ---------------- | --- | --- |
| #1 2018年3月22日 | 夫公認!リアル人妻セクシー女優集合SP!                                                                           | 青山真希、江口ゆな、雛川ゆかり                                                                                        |
| #2 2018年3月29日 | 売春婦の世界を知る男                                                                                           | 仙頭正教、高木瑞穂、松本雷太                                                                                          |
| #3 2018年4月5日  | 違法賭博を知り尽くした男たち                                                                                   | 石原行雄、丸野裕行 須田慎一郎、松永達也                                                                               |
| #4 2018年4月12日 | エロ本コレクター                                                                                               | 安田理央、酒井浩幸、カラサキアユミ                                                                                    |
| #5 2018年4月19日 | ホームレスを追い続ける男                                                                                       | ジョー、村田らむ、長田龍亮                                                                                            |
| #6 2018年4月26日 | ダラケ特別企画「TENGA王決定戦」 スペシャルゲスト：松本光一（㈱TENGA社長） AV女優ゲスト：きみと歩実、美咲かんな | そうすけ、サドヤマエス（魔族） チタン、阿部慎也（超ヘルメット） 仁木恭平（ひみつスナイパー健）、 サム（おとなごっこ） |

### レギュラー放送（2018年6月14日 - 2020年3月23日）
| 初回放送日         | タイトル | ダラケさん（回答者） |
| ------------------ | --- | --- |
| #1 2018年6月14日   | 「カラーギャング」ダラケ | 【FLORENCE13】SHU、朱武 【TINTOY13】EAZZY、BOO |
| #2 2018年6月28日   | 「捜査一課」ダラケ | 岡部逸雄、阿路川芳弘、田野重徳 |
| #3 2018年7月12日   | 「新宿2丁目を知り尽くしたゲイ」ダラケ | まぁがりん、エスムラルダ、日出郎 |
| #4 2018年7月26日   | 裏社会雑誌「実話ナックルズ」ダラケ | バーガー菊池、岩橋健一郎、本橋信宏 ペックス山田、中筋純、阿左美UMA |
| #5 2018年8月9日    | 「心霊映像ディレクター」ダラケ ゲスト：荻野由佳（NGT48）、ありがとう・ぁみ（怪談芸人） | 寺内康太郎、古賀奏一郎、福田陽平 |
| #6 2018年8月23日   | 「ネットカフェ難民」ダラケ | 佐藤明広、岡林侑輝、浅羽舟人、上野勝彦 |
| #7 2018年9月6日    | 「ありがとう!平成の歌姫 安室奈美恵ファン」ダラケ | 高田敬士、大山伸志、大山ゆかり、アヤハ |
| #8 2018年9月20日   | 「枕営業するホスト」ダラケ | 沙羅、Ren Ren、どっこい翔平、燈 |
| #9 2018年10月4日   | 祝5周年突入! 人気セクシー女優ダラケのオールスター感謝祭2018 ゲスト：尾形貴弘（パンサー） 橋本直（銀シャリ）、村上健志（フルーツポンチ）                                                                                               | AIKA、栄川乃亜、大槻ひびき 篠田ゆう、初美りん、花咲いあん |
| #10 2018年10月18日 | ラブドール愛好家ダラケ! | 中島千滋、橋本栄太郎、B・カシワギ |
| #11 2018年11月1日  | ストーカー撲滅探偵ダラケ! | 中山伸一（アイヴィ・サービス） 浅見俊祐（HAL探偵社） 吉澤真一郎（総合探偵社よいルーム） |
| #12 2018年11月15日 | 山口組ダラケ! | 竹垣悟、沖田臥竜、山崎裕之 |
| #13 2018年12月6日  | スカパー!アダルト放送大賞2019 ノミネート女優大集合! 前編/後編 ゲスト：河本準一（次長課長）、福島善成（ガリットチュウ） とにかく明るい安村、村上健志（フルーツポンチ） 後編ゲスト：山村紅葉                                            | 篠田ゆう、笹倉杏、浜崎真緒、 加藤あやの、森下美緒、友田彩也香、 戸田真琴、あべみかこ、明里ともか、 唯井まひろ、上川星空、美谷朱里、 三島奈津子                                                          |
| #14 2018年12月20日 | スカパー!アダルト放送大賞2019 ノミネート女優大集合! 前編/後編 ゲスト：河本準一（次長課長）、福島善成（ガリットチュウ） とにかく明るい安村、村上健志（フルーツポンチ） 後編ゲスト：山村紅葉                                            | 篠田ゆう、笹倉杏、浜崎真緒、 加藤あやの、森下美緒、友田彩也香、 戸田真琴、あべみかこ、明里ともか、 唯井まひろ、上川星空、美谷朱里、 三島奈津子                                                          |
| #15 2019年1月17日  | 実話ナックルズダラケ! -エロネタ大放出SP- | バーガー菊池、蟻山バン、福田光睦 阿左見UMA、高木瑞穂 |
| #16 2019年1月31日  | 時代劇役者ダラケ ゲスト：大和田伸也 | 峰蘭太郎（東映所属）、白井滋郎（東映所属） 池田勝志（松竹所属）、東田達夫（松竹所属） |
| #17 2019年2月14日  | ボートレースの裏側を知る男ダラケ ゲスト：内山信二 | 桧村賢一（マンスリーBOATRACE記者） 東山正樹（ファイティング・ボートガイド編集長） 石井誠司（マンスリーBOATRACE編集長）                                                                                  |
| #18 2019年2月28日  | 危険生物ハンターダラケ! ゲスト：柴田英嗣（アンタッチャブル） | 平坂寛、飯田恵理子、白輪剛史 |
| #19 2019年3月14日  | 伝説のトップヲタダラケ | 輝志道、ガリバー、タフ民 |
| #20 2019年3月28日  | ダラケ!だらけ（総集編） | |
| #21 2019年4月11日  | 裏側を知り尽くした元プロ野球選手ダラケ | 真中満、田尾安志、ギャオス内藤 |
| #22 2019年4月25日  | 山口組ダラケ第2弾! 組長襲来SP | 竹垣悟（元山口組系・義竜会会長） 若野康玄（元山口組系・太竜会会長） 木佐貫真照（元山口組系・木佐貫総業会長）                                                                                            |
| #23 2019年5月9日   | 世紀の大事件を知る男たちダラケ | 西村秀樹、吉岡忍、宇都宮健児、大下英治 |
| #24 2019年5月23日  | 全身整形ダラケ | アレン、桜井野の花、椿朋海 |
| #25 2019年6月6日   | 過激すぎてボツネタダラケ! | 尾上泰彦（性感染症ドクター） 高部正樹（元傭兵） 有奈めぐみ（伝説のヤリマン） 高濱良次（元麻薬取締官） 大島てる（事故物件サイト運営）                                                                    |
| #26 2019年7月1日   | ツール・ド・フランスダラケ! ゲスト：団長安田（安田大サーカス） | 小河原政男、高嶋浩子、溝口哲也 |
| #27 2019年7月15日  | 総合格闘技レフェリーダラケ! | 和田良覚、豊永稔、福田正人 |
| #28 2019年8月5日   | 音楽フェス狂いダラケ! ゲスト：サッシャ | PARTY FISH YURI、津田昌太朗、SAORI、菊地崇 |
| #29 2019年8月19日  | 麻薬取締官ダラケ! | 髙濵良次、廣畑徹、潟永耕平 |
| #30 2019年9月2日   | ラグビーレジェンドダラケ! | 吉田義人、今泉清、大八木淳史 |
| #31 2019年9月16日  | リアル軍人ダラケ! | 高部正樹（元傭兵） 齋藤明斗（元フランス外国人部隊） ダニエル・リース（元アメリカ海兵隊） |
| #32 2019年10月7日  | 害獣ハンターダラケ! | 石毛誠太郎、木村雅也、早川佳宏 |
| #33 2019年10月21日 | 週刊誌記者ダラケ! ゲスト：レイザーラモンHG（レイザーラモン） | 荒木田範文、横浜大輔、橋本賢次郎 |
| #34 2019年11月4日  | 児童虐待と闘うプロフェッショナルダラケ! ゲスト：若井おさむ | 河浦龍生、山脇由貴子、佐々木成三 |
| #35 2019年11月18日 | アニメ音響監督ダラケ! | 本田保則、若林和弘、亀山俊樹 |
| #36 2019年12月2日  | レジェンド競輪選手ダラケ! | 鈴木誠、後閑信一、加藤慎平 |
| #37 2019年12月16日 | アングラベストニュース大賞! | 『実話ナックルズ』バーガー菊池 『TOCANA』角由紀子 『裏モノJAPAN』仙頭正教 『実話BUNKAタブー』保坂健太                                                                                                   |
| #38 2020年1月13日  | スカパー!アダルト放送大賞2020ノミネート女優大集合! 人気セクシー女優ダラケのA-1グランプリ2020!! 前編/後編 ゲスト：河本準一（次長課長）、 福島善成（ガリットチュウ）、村上健志（フルーツポンチ） 審査員：村西とおる、しみけん、渋江譲二 | ＜女優賞ノミネート＞ あおいれな、小倉由菜、紺野ひかる、佐倉絆、橋本れいか ＜新人女優賞ノミネート＞ 大浦真奈美、サーシャ、篠崎かんな、永野いち夏 ＜熟女女優賞ノミネート＞ 綾瀬麻衣子、伊織涼子、並木塔子 |
| #39 2020年1月27日  | スカパー!アダルト放送大賞2020ノミネート女優大集合! 人気セクシー女優ダラケのA-1グランプリ2020!! 前編/後編 ゲスト：河本準一（次長課長）、 福島善成（ガリットチュウ）、村上健志（フルーツポンチ） 審査員：村西とおる、しみけん、渋江譲二 | ＜女優賞ノミネート＞ あおいれな、小倉由菜、紺野ひかる、佐倉絆、橋本れいか ＜新人女優賞ノミネート＞ 大浦真奈美、サーシャ、篠崎かんな、永野いち夏 ＜熟女女優賞ノミネート＞ 綾瀬麻衣子、伊織涼子、並木塔子 |
| #40 2020年2月10日  | カスタムバイカーダラケ! | 山崎財、仲達人、堀場忠承 |
| #41 2020年2月24日  | Vシネマ監督ダラケ ゲスト：小沢仁志 | 高瀬将嗣、渋谷正一、辻裕之 |
| #42 2020年3月9日   | ジュニアがもう一度会いたい人ダラケ! | 佐藤リナ、中野瑠美、桜井野の花 バーガー菊池、瑠衣☆美豚、ヴァージンループ社長 有奈めぐみ、霊能力者・育代                                                                                                 |
| #43 2020年3月23日  | 世界の犯罪組織が襲来!マフィア!ギャング!ヤクザ!ダラケ! | マリオ・ルチアーノ、KEI、竹垣悟 |

## スタッフ
- 構成：板坂尚、河野有、デーブ八坂
- ナレーター：塩野潤二
- TP：小林錦司
- SW：松井光太郎、竹内弘佳
- CAM：宮本亜里、飯島知紀
- VE：石田敦
- 音声：石原雄一
- 照明：八木原伸治
- 技術協力：fmt、e-naスタジオ
- 美術：清水久
- 美術デザイン：中村嘉邦
- 大道具操作：安藤良弘
- 大道具装置：佐藤恵美
- アクリル装飾：渡邊卓也
- 電飾：山田哲也
- メイク：城所とも美、関戸遥、大沢ねね
- タイトルロゴ：鴨下広光
- 美術協力：アックス
- 音響効果：竹田周二
- ビジュアルクリエーター：薗部健（RAFT）
- オフライン：高城明宏
- 編集：尾崎博樹、佐々木基次
- MA：坪野有馬
- ホームページ：江原晃子
- 編成：齊藤肇、渡部康弘
- リサーチ：湯原圭介、鎌田明
- TK：飛田亜也
- AD：伊達政紀
- ディレクター：松村耕平、堀田大輔、師岡靖成
- AP：安食麻衣
- プロデューサー：川原崎紘史、谷田磨隆、佐藤甲三、斯波豊
- 演出：相澤宏明
- チーフプロデューサー：安村将史
- 制作協力：P-Company
- 製作著作：スカパー!

### 過去のスタッフ
- AD：山田健太、大中拓昌
- ディレクター：本橋宏之、櫛田健太郎、落合圭太、中島聡士、松原広道
- プロデューサー：大泉正太、中垣佐知子
- チーフプロデューサー：清水泰貴